# Contea di Yingjing
La contea di Yingjing (荥经县S, Yíngjīng XiànP) è una contea della Cina, situata nella provincia di Sichuan e amministrata dalla prefettura di Ya'an.